# Mārupe kommun
Mārupes novads är en kommun i Lettland. Den ligger i den centrala delen av landet, 11 km sydväst om huvudstaden Riga. Antalet invånare är 13 958. Arean är 104 kvadratkilometer. Mārupes novads gränsar till Jelgava kommun, Jūrmala, Olaine kommun, Riga och Tukums kommun.
Terrängen i Mārupes novads är mycket platt.
Följande samhällen finns i Mārupes novads:
- Mārupe